# Динас
Динас (від назви скелі Craig y Dinas в Уельсі, англ. Dinas Rock) — вогнетривкий матеріал, що складається переважно з кремнезему SiO2 (понад 93 %), а також вогнетривка цегла, виготовлена з цього матеріалу.
Виготовляють динас з подрібнених кварцових порід (кварцитів, кварцу та інших), вогнетривкість яких не менша за 1750°С, а також вапняної або іншої в'яжучої речовини (2-3 %) та добавок, наприклад, сульфітно-спиртової барди, розчинного скла. Міцність на стиск динасу становить 15-50 МПа, густина 2,3-2,5 г/см³, вогнетривкість 1680—1730°С, пористість 8-12 %. Вводячи в суміш вигоряючі добавки (антрацит, коксик), одержують динас з пористістю понад 50 %. До спеціальних видів динасу належать динасохроміт, динасоциркон та динасокарборунд. Динас використовують при спорудженні мартенівських, коксових, скловарних та інших промислових печей.